# Afinitat protònica
L'afinitat protònica és l'entalpia implicada en la reacció química, en estat gasós, entre un protó o catió hidrogen, H+, i un anió, A¯, o una molècula neutra, A, per a donar una sola espècie química. Aquesta reacció es pot representar, per a una molècula neutra, A, com:
I per a una substància aniònica, A¯:
Són energies que s'alliberen en la reacció de protonació d'una substància. Com més alta és l'afinitat protònica (en valor absolut) indica que s'allibera més energia en el procés, la qual cosa es deu al fet que la substància que reacciona amb el protó és una base més forta; i l'àcid conjugat més feble. Per exemple, pels anions dels halògens, l'anió fluorur, F¯, és una base més forta que la resta d'anions dels halògens, i el seu àcid conjugat, l'àcid fluorhídric, HF, més feble, perquè la seva afinitat protònica en valor absolut és la més alta dels halògens.
| Afinitats protòniques d'algunes substàncies |             |      |       |      |       |       |       |       |       |
| Substàncies                                 | Substàncies | NH₂  | NH₂¯  | H₂O  | OH¯   | F¯    | Cl¯   | Br¯   | I¯    |
| ∆H (kJ/mol)                                 | ∆H (kJ/mol) | –837 | –1599 | –703 | –1565 | –1438 | –1393 | –1351 | –1312 |

En general hom pot dir que:
- L'afinitat protònica de les bases del tipus HmAn¯ d'un mateix element A decreix a mesura que augmenta el nombre m d'hidrògens units a A o, cosa que és el mateix, a mesura que disminueix la càrrega negativa -n. En la mateixa mesura que augmenta la fortalesa de la base disminueix la de l'àcid conjugat. Per exemple en el cas de l'oxigen la fortalesa de les seves bases segueix la sèrie: O²¯ (-2433 kJ/mol) > OH¯ (-1565 kJ/mol) > H₂O (-703 kJ/mol).[2]
- El valor absolut de l'afinitat protònica de les bases de Brønsted amb igual càrrega dels elements d'un mateix grup o família de la taula periòdica decreixen en baixar en el grup. Això és, en baixar les bases són cada vegada més febles i els corresponents àcids conjugats més forts. Per exemple la fortalesa de les bases dels halògens és F¯ (-1438 kJ/mol) > Cl¯ (-1393 kJ/mol) > Br¯ (-1351 kJ/mol) > I¯ (-1312 kJ/mol); i la fortalesa dels seus àcids conjugats segueix la sèrie: HI > HBr > HCl > HF.[2]
- En un període de la taula periòdica els valors absoluts de les afinitats protòniques de bases isoelectròniques decreixen cap a la dreta del període, la qual cosa implica que la fortalesa de les bases decreix i augmenta la fortalesa dels seus àcids conjugats. Per exemple hi ha la sèrie: CH₃¯ (-1695 kJ/mol) > NH₂¯ (-1598 kJ/mol) > OH¯ (-1565 kJ/mol) > F¯ (-1438 kJ/mol).[2]

L'afinitat protònica no es pot determinar directament mitjançant mesures experimentals i s'ha de recórrer a un cicle termodinàmic on hi ha implicades altres reaccions que sí que es poden mesurar experimentalment. Amb aquestes dades es pot calcular els valors de les afinitats protòniques.